# مرصد جيميني
مرصد جيميني أو مرصد التوأم  (بالإنجليزية: Gemini Observatory) هو مرصد فلكي مكون من تلسكوبين ذي مرآة قطرها 8 أمتار ، يوجد مرصدين لجيميني موضوعين في منطقتين مختلفتين. المقرب الأول يسمى جيميني الشمالي، وهو موجود في الهاواي. أما الثاني فهو موجود في تشيلي في الأنديز، ويسمى جيميني الجنوبي. يستطيع المرصدان قياس الأشعة المرئية والأشعة تحت الحمراء.
مرصد جيميني هو مشروع تعاوني دولي بمساهمات من الولايات المتحدة الأمريكية (المؤسسة الوطنية للعلوم (NSF) عبر NOAO، بحصة 69.84% اعتبارًا من عام 2018)، وكندا (المجلس الوطني للبحوث NRC، 19.88% اعتبارًا من عام 2018)، ومساهمات أصغر من تشيلي (Comisión Nacional de Investigación Scientifica y Tecnológica CONICYT)، والأرجنتين (Ministerio de Ciencia، Tecnologia e Inovación Productiva)، والبرازيل (Ministério da Ciência, Tecnologia e Innovation). وكانت المملكة المتحدة وأستراليا قد شاركتا سابقًا أيضًا ولكنهما انسحبتا منذ ذلك الحين من مرصد جيميني.
رصد كلٍّ من السماء الشمالية والجنوبية، بُني تلسكوبان من فئة 8 أمتار. يقع التلسكوب الشمالي ضمن مرصد ماونا كيا في جزيرة هاواي (الإحداثيات: ♁19° 49′ شمالاً، 155° 28′ غرباً)، ويقع التلسكوب الجنوبي في سيرو باتشون في تشيلي (الإحداثيات: ♁30° 14′ جنوباً، 70° 44′ غرباً). دخل التلسكوبان الخدمة العلمية عام 2000 (التوأم الشمالي) و2002 (التوأم الجنوبي) على التوالي. يقع المقر الرئيسي في هيلو ضمن حرم جامعة هاواي. التلسكوبان متاحان لعلماء الفلك من الدول المشاركة بما يتناسب مع مساهماتهم المالية.
سمي التلسكوبان تيمناً بكوكبة التوأم، لأنهما تلسكوبان توأمان متطابقان. وتشير التقديرات إلى أن تكلفة بناء التلسكوبين بلغت نحو 176 مليون يورو، وأن ليلة واحدة في كل تلسكوب جيميني تساوي عشرات الآلاف من اليورو.

## نظرة عامة
يقع المقر الدولي لمرصد جيميني ومركز العمليات الشمالي في هيلو، هاواي، في منتزه جامعة هاواي في هيلو. أما مركز العمليات الجنوبي، فيقع في حرم مرصد سيرو تولولو الأمريكي (CTIO) بالقرب من لا سيرينا، تشيلي.
- تلسكوب "جيميني الشمالي"، المعروف رسميًا باسم "تلسكوب جيميني" على قمة جبل ماونا كيا في هاواي، إلى جانب العديد من التلسكوبات الأخرى. يوفر هذا الموقع ظروف رؤية ممتازة بفضل الظروف الجوية الممتازة (مستقرة وجافة ونادرًا ما تكون غائمة) فوق بركان خامد يبلغ ارتفاعه ٤٢٠٠ متر. شهد المرصد أول ضوء له عام ١٩٩٩، وبدأ عملياته العلمية عام ٢٠٠٠.

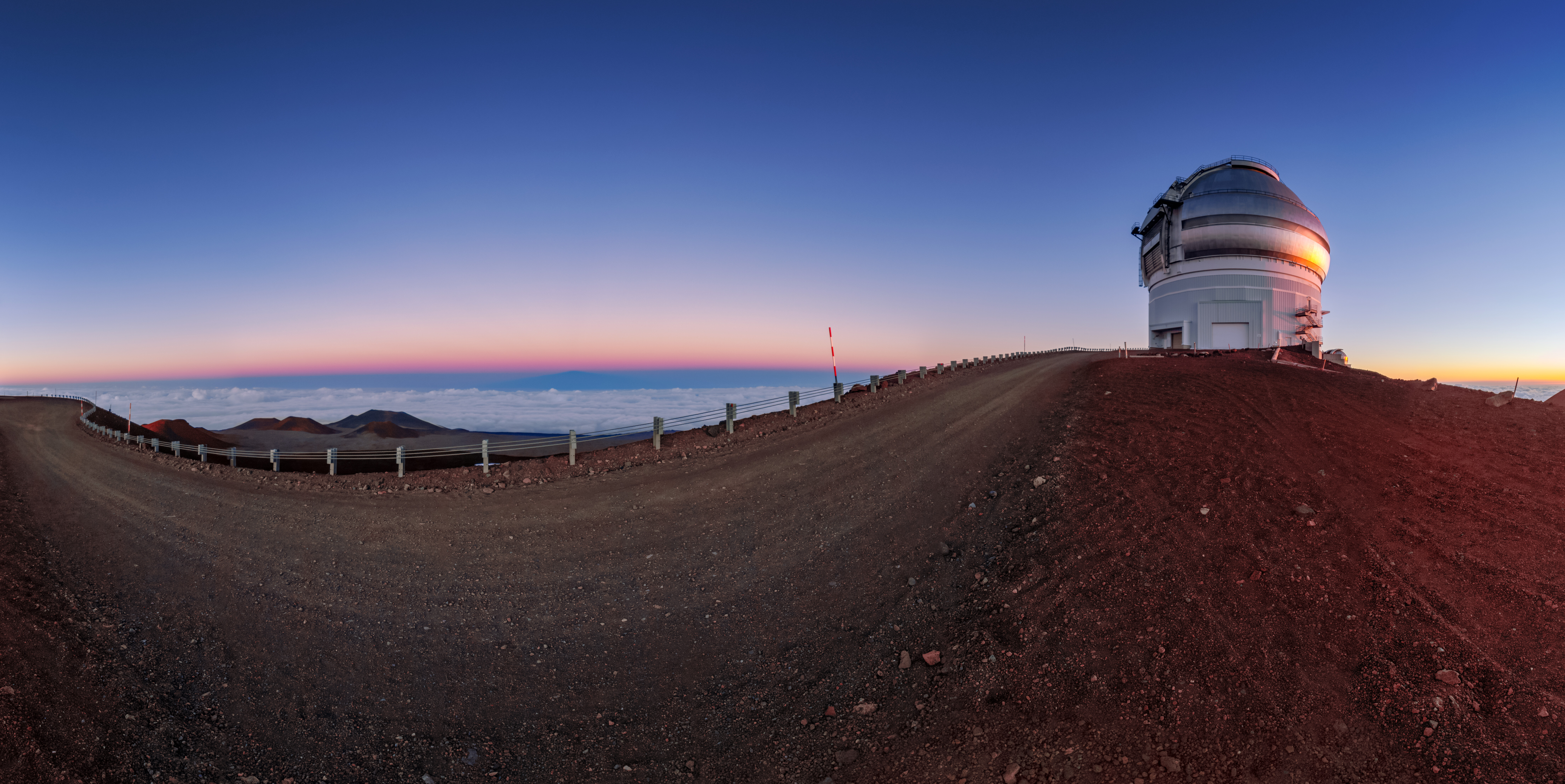
جيميني نورث على قمة جبل ماونا كيا في هاواي

يقع تلسكوب "جيميني الجنوبي" على ارتفاع يزيد عن 2700 متر (8900 قدم) على جبل في جبال الأنديز التشيلية يُدعى سيرو باتشون. يجعل الهواء الجاف جدًا والغطاء السحابي الضئيل هذا الموقعَ موقعًا مثاليًا آخر للتلسكوب (ويتشاركه أيضًا العديد من المراصد الأخرى، بما في ذلك تلسكوب أبحاث الفيزياء الفلكية الجنوبي (SOAR) ومرصد سيرو تولولو للبلدان الأمريكية). شهد تلسكوب جيميني الجنوبي أول ضوء له عام 2000.

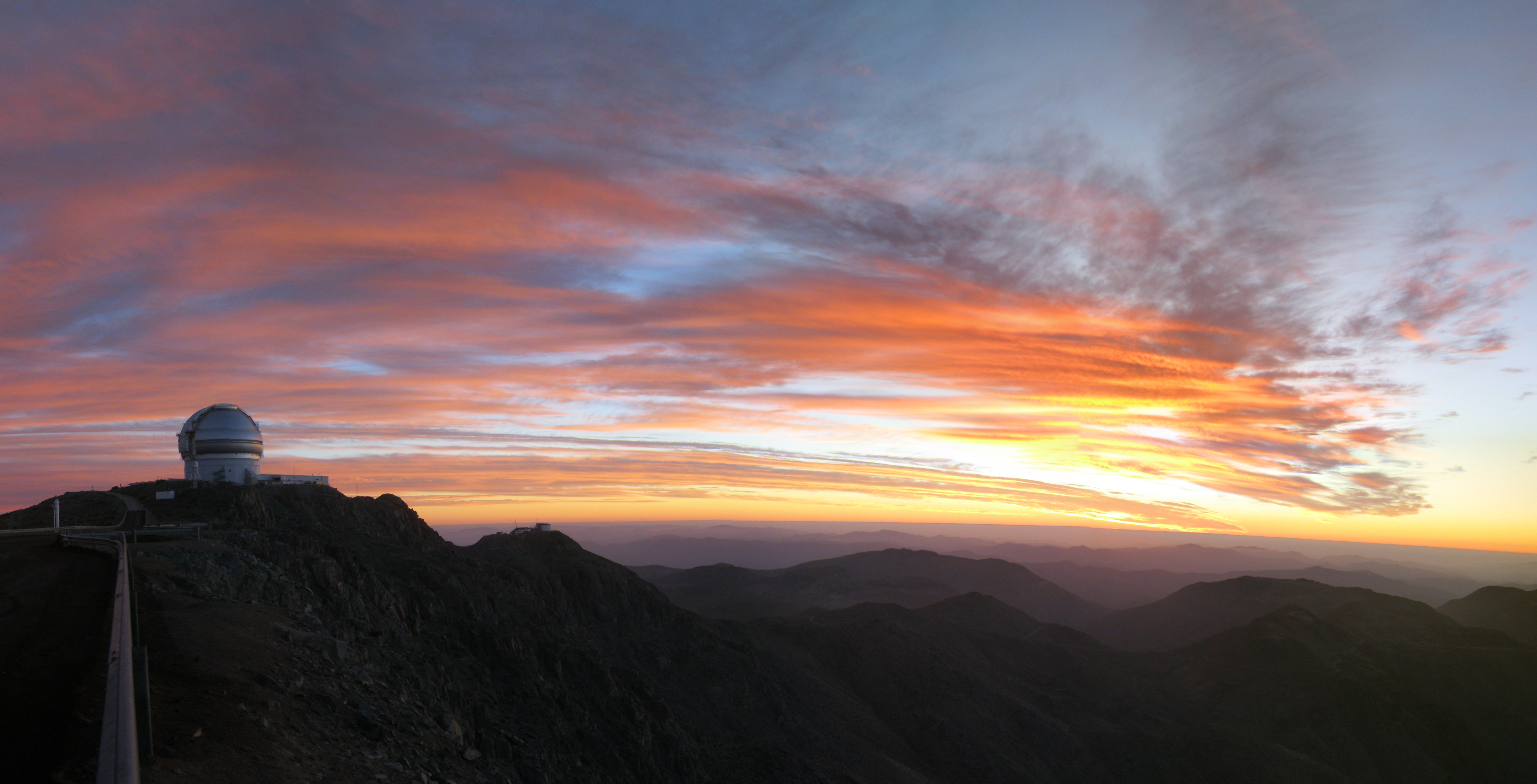
جيميني الجنوبي، على جبل سيرو باتشون في جبال الأنديز التشيلية.

يغطي التلسكوبان معًا معظم السماء باستثناء منطقتين بالقرب من القطبين السماويين: لا يمكن لتلسكوب جيميني الشمالي أن يشير إلى شمال زاوية الانحراف +89 درجة، ولا يمكن لتلسكوب جيميني الجنوبي أن يشير إلى جنوب زاوية الانحراف -89 درجة.
يستخدم تلسكوبا جيميني مجموعة من التقنيات لتوفير أداء رائد عالميًا في علم الفلك البصري والأشعة تحت الحمراء القريبة، بما في ذلك نجوم التوجيه بالليزر، والبصريات التكيفية، والبصريات التكيفية متعددة الاقترانات، والتحليل الطيفي متعدد الأجسام. بالإضافة إلى ذلك، تُتاح عمليات رصد عالية الجودة بالأشعة تحت الحمراء بفضل طلاء الفضة المحمي المتطور المطبق على مرايا كل تلسكوب، والمرايا الثانوية الصغيرة المستخدمة (التي تنتج نسبة بؤرية f16)، وأنظمة التهوية المتقدمة المثبتة في كل موقع.

## مشاهدات وابحاث
كان تلسكوب جيميني أحد التلسكوبات التي رصدت بدء ظاهرة عابرة نووية في مسح Pan-STARRS1 عام 2013. ،وذلك إلى جانب تلسكوب سويفت الفضائي (المعروف أيضًا باسم مرصد نيل جيريلز "سويفت" منذ عام ٢٠١٨) وتلسكوب هيلتنر (مرصد MDM).
 حدث الانفجار في نواة المجرة SDSS J222153.87+003054.2 وصٌنف وقتها على أنه من نوع سيفيرت 2 في طيف مسح سلون الرقمي للسماء (SDSS) الأرشيفي قبل الانفجار. أظهر PS1-13cbe خطوط انبعاث قوية وعريضة من الهيدروجين ألفا والهيدروجين بيتا.

## اقرأ أيضا
- مرصد سوبارو
- مرصد مونا كيا
- مرصد كيك
- مرصد هابل الفضائي
- مقراب جيمس ويب الفضائي
- هيدروديناميكا مغناطيسية
- استشعار عن بعد
- مسبار فضائي
- مقراب سبيتزر الفضائي
- مرصد هابل الفضائي